# Delage 2LCV
Pour les articles homonymes, voir Delage.
La Delage 2LCV est une voiture de course monoplace Delage à moteur V12 de Grand Prix, conçue par Louis Delâge entre 1922 et 1925 pour l'écurie Delage.

## Histoire
Les années 1920 marquent le début de « l'Âge d’Or d'entre-deux-guerres » de Delage, avec la commercialisation en particulier de ses Delage Type CO à moteur 6 cylindres en ligne de 4 et 4,5 L, et des Delage DI. 

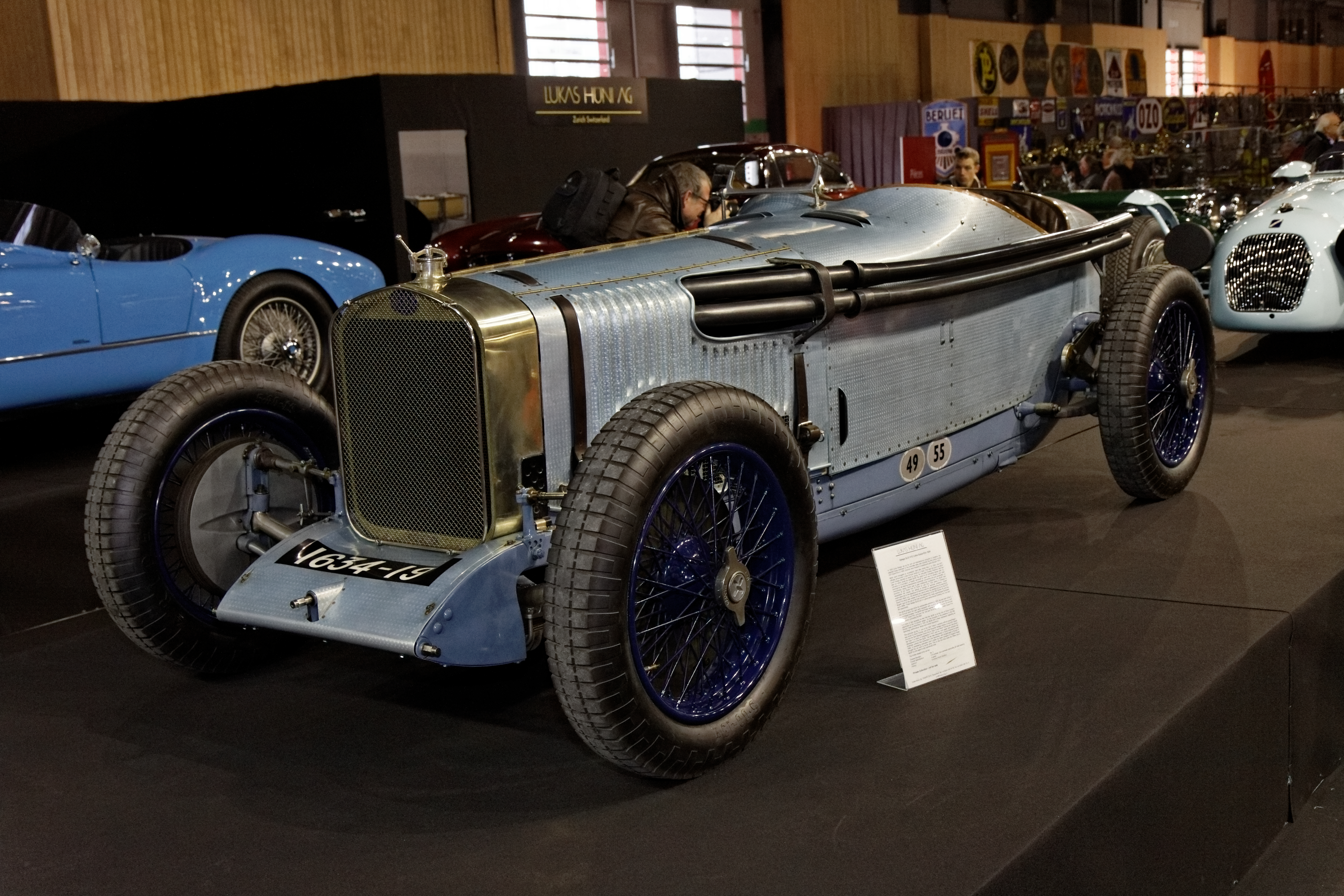
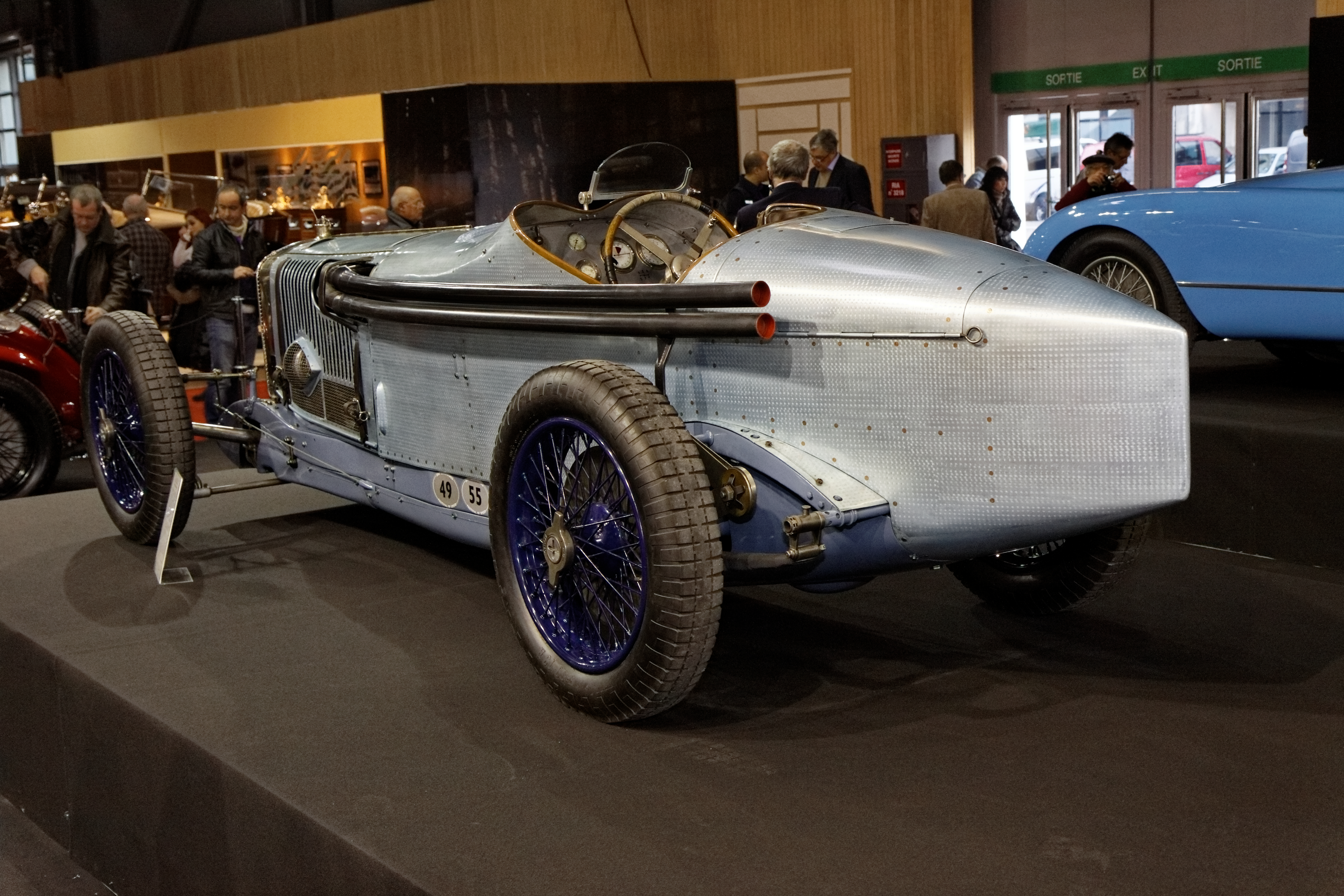
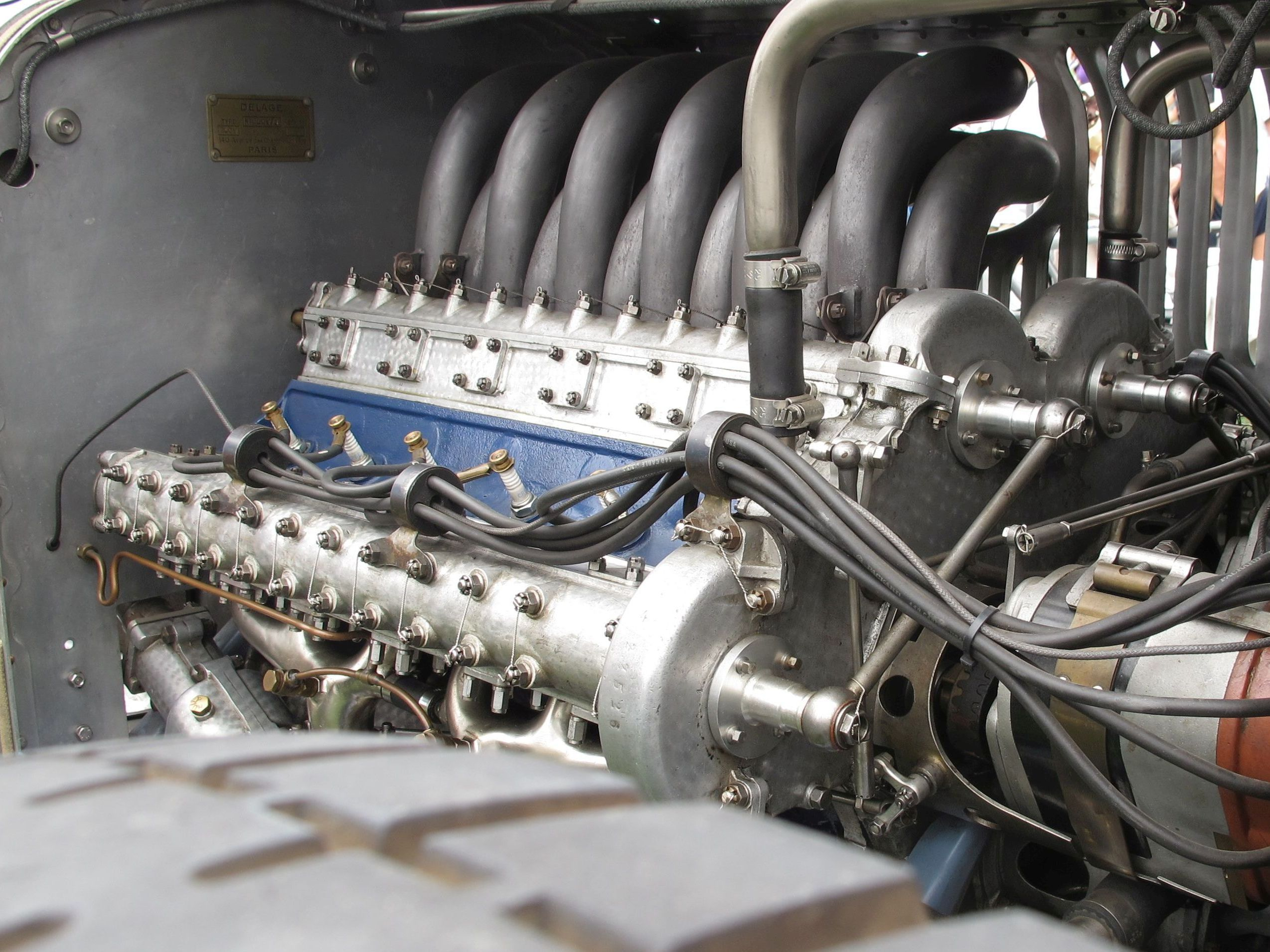

En 1923, Louis Delâge veut revenir au plus haut niveau de la compétition avec son écurie Delage, et un des premiers moteurs V12 de compétition de l'histoire de l'automobile,, inspiré des premiers moteurs d'avion V12 de la Première Guerre mondiale. Ce moteur est conçu par les ingénieurs-motoristes Delage Charles Planchon et Albert Lory, à base de couplage en V de 2 moteurs 6 cylindres en ligne à double arbre à cames en tête, avec une première version Delage 2LCV de 2 L de 105 ou 120 ch de 1924, puis de 190 à 205 ch avec l'ajout de deux compresseurs roots en 1925,,.

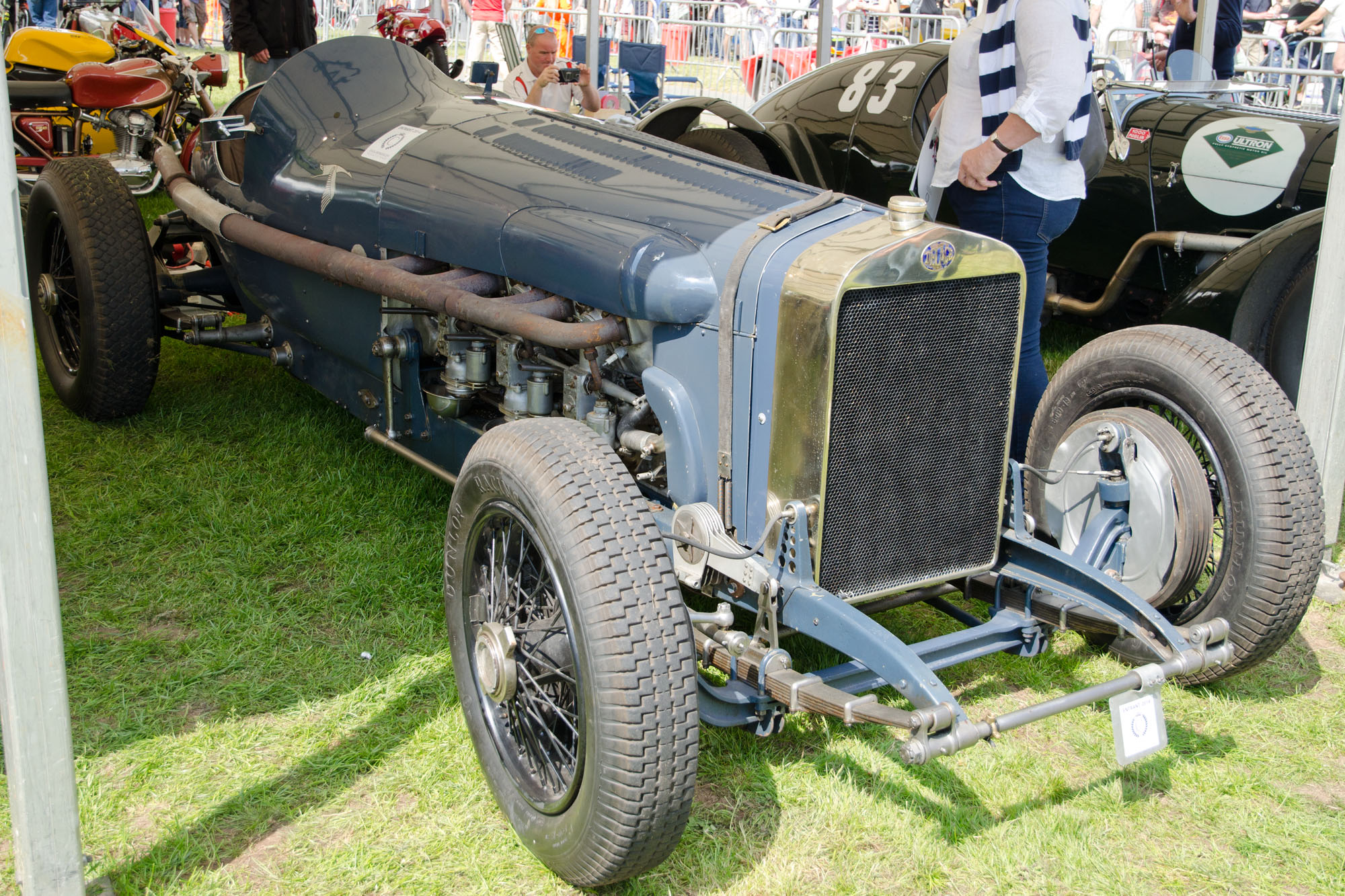
Version Hispano-Suiza Delage V12 de 1926

Cette Delage 2LCV fait ses débuts officiels au Grand Prix automobile d'Italie 1922, disputé en septembre avec le pilote René Thomas. Elle court jusqu'en 1924, sans ventilateur de refroidissement, puis en 1925 avec deux compresseurs rajoutés. La même année, elle est officiellement pilotée par Robert Benoist, Albert Divo, Louis Wagner, André Morel, Paul Torchy, et René Thomas en début de saison, mais la puissance gagnée par la suralimentation et par la distribution à double arbre à cames en tête dépasse ce que le châssis permet d'exploiter. La voiture est alors la seule à pouvoir rivaliser avec Alfa Romeo, Champion du monde des manufacturiers 1925 avec ses Alfa Romeo P2 (dont Enzo Ferrari est alors directeur sportif, très inspiré par ce V12 pour la motorisation de ses futures Ferrari), ou avec les Bugatti Type 35 d'Ettore Bugatti. 
La Delage 155B à moteur 8 cylindres en ligne lui succède officiellement en 1926, pour devenir champion du monde des manufacturiers 1927.

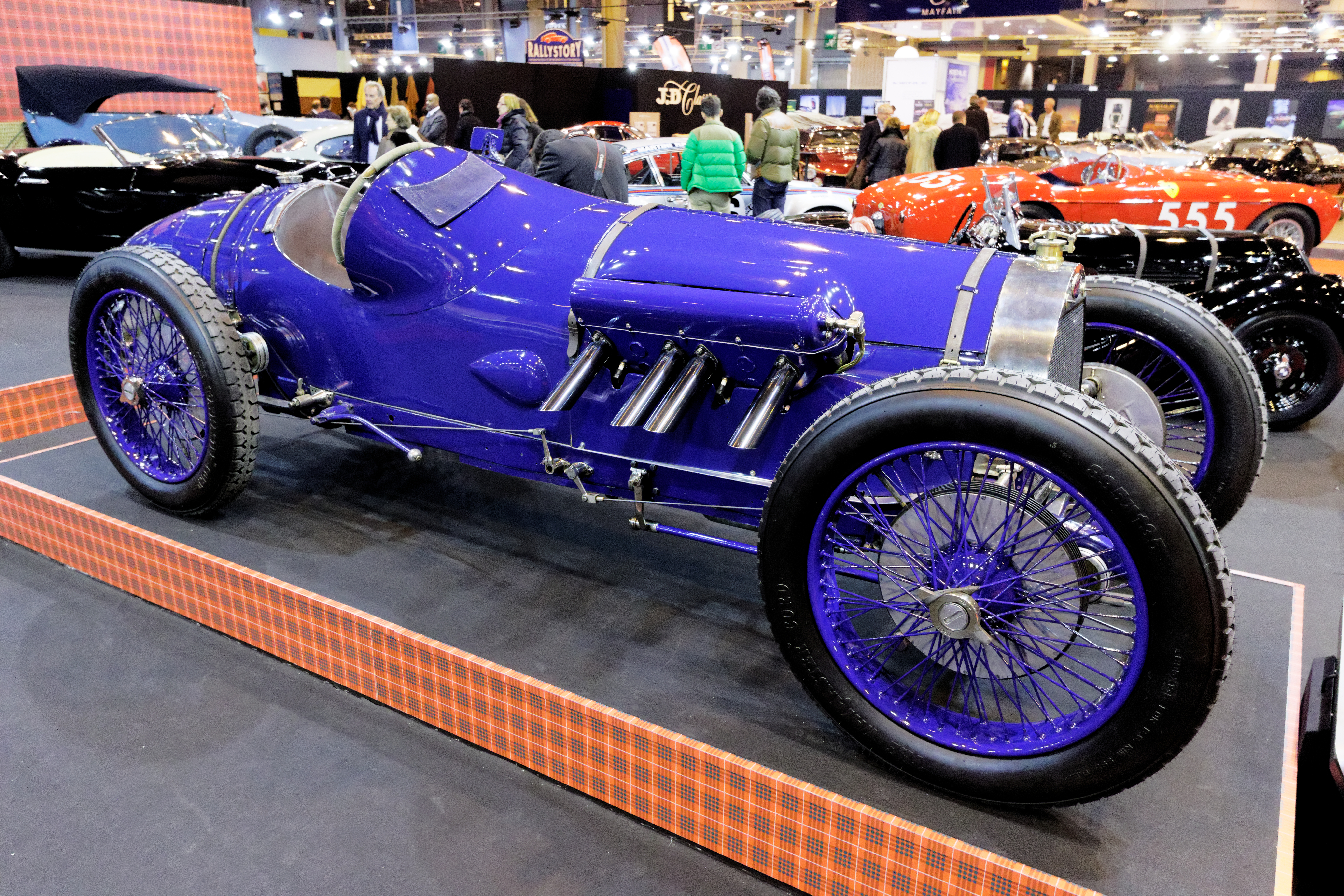
Version Bequet-Delage à moteur V8 Hispano-Suiza de 1924.

La Delage 2LCV court son dernier Grand Prix au Grand Prix automobile de Rome 1932 (abandon). Une version Bequet-Delage à moteur V8 Hispano-Suiza de 1924, de Maurice Béquet et du parfumeur Roland Coty (de) est engagée dans quelques compétitions sous le nom de Coty Spéciale. Quelques Delage routières sont par la suite motorisées avec des moteurs V12.

### Victoires et podiums notoires
- Victoire du Grand Prix automobile de France 1925 (Benoist-Divo, deuxièmes Wagner-Torchy)
- Victoire du Grand Prix automobile de Saint-Sébastien 1925 (Divo-Morel, 2e Benoist, 3e Thomas)
- Victoire du Grand Prix automobile du Maroc 1925 (comte de Vaugelas)
- Victoire du Grand Prix de la Baule 1926 (Wagner)
- Victoire du Coupe de Monte-Carlo 1927 (Edmond Bourlier)[8]
- Victoire de la Course de côte Nice - La Turbie 1927 (Bourlier)
- Victoire de la Course de côte de Gémenos 1927 (Bourlier)
- 2e du Grand Prix automobile de France 1924 (Divo, 3e Benoist)
- 3e du Grand Prix automobile de Saint-Sébastien en 1924 (Morel, 4e Divo)
- 3e du Grand Prix automobile d'Espagne 1926 (Wagner-Benoist)
- 3e du Grand Prix automobile d'Alexandrie 1928 (Federico Valpreda)

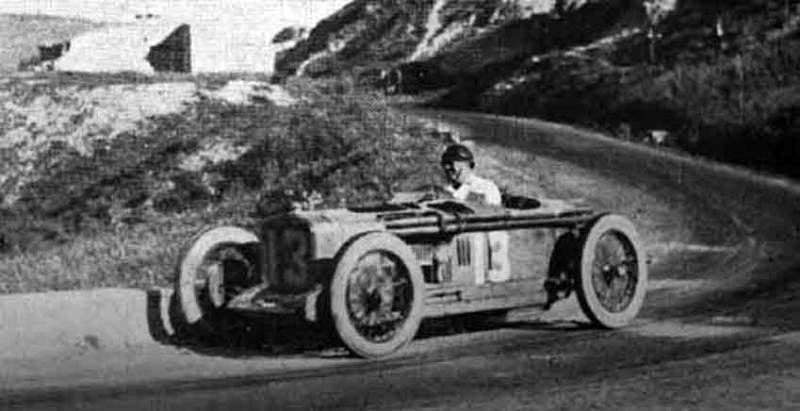
Avec Giulio Masetti à la Targa Florio 1926
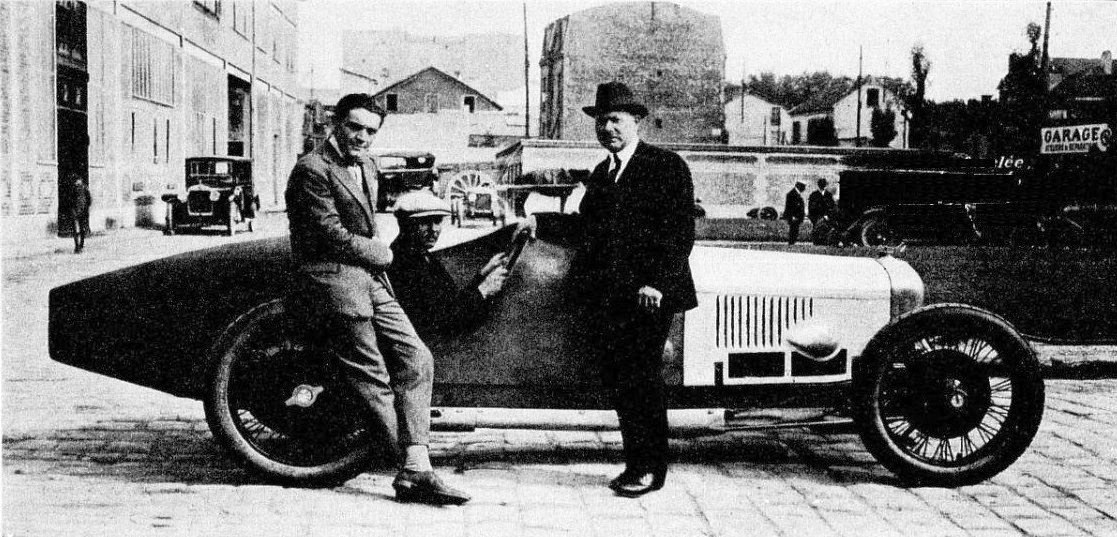
Avec Benoist, Divo au volant, et René Thomas, en 1925
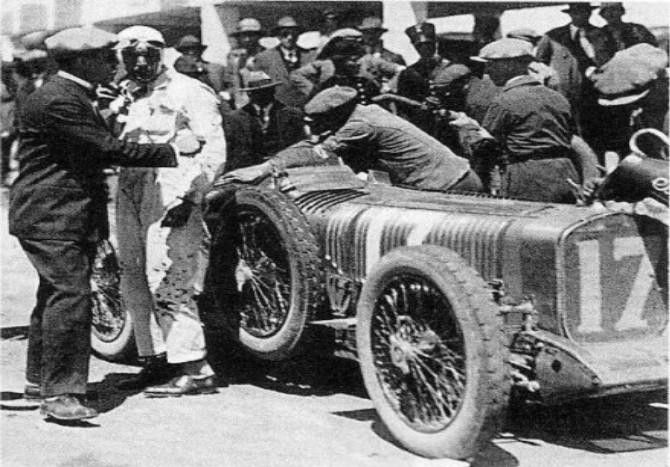
Avec Robert Benoist à la Targa Florio 1926
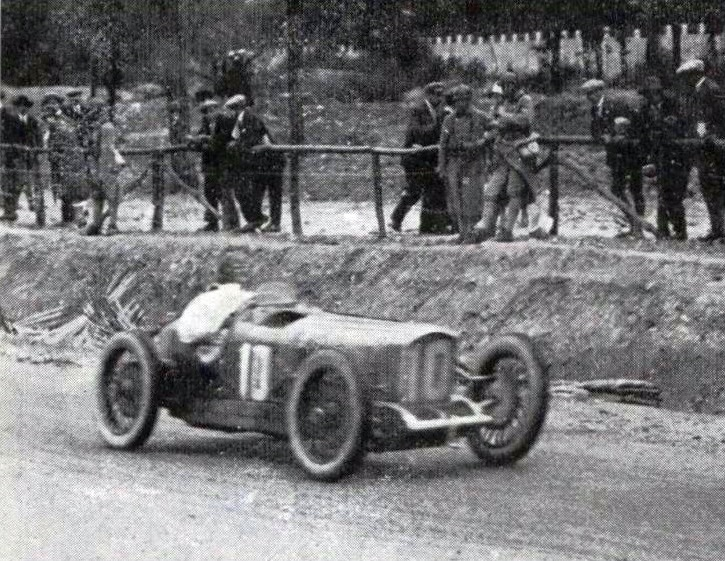
Robert Benoist sur Delage 2LCV victorieuse au Grand Prix de l'ACF 1925.

### Pole position, record du tour
- Grand Prix automobile de Belgique 1925 (pole position Thomas)

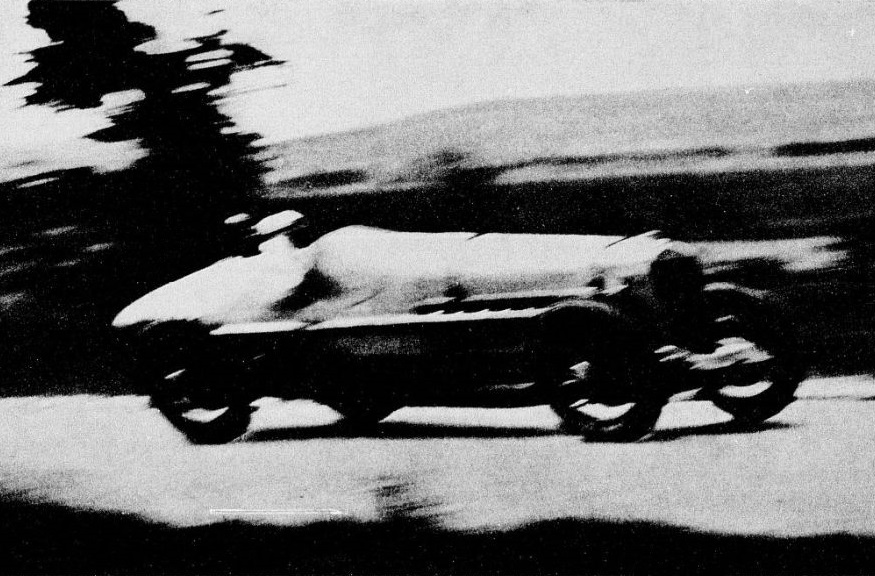
Delage V12 La Torpille de record du monde de vitesse terrestre, de René Thomas

- Grand Prix automobile de France 1925 (record du tour Divo)

### Record du monde
- 6 juillet 1924 : Delage V12 « La Torpille » record du monde de vitesse terrestre à 230,634 km/h, avec le pilote René Thomas, à Arpajon.

## Concept car
- 2021 : une supercar Delage D12 monoplace à moteur V12 hybride de 1100 ch est présentée à Los Angeles en Californie, et vendue à 30 exemplaires, en hommage aux premières Delage V12 de la marque[9].

## voir aussi
- Louis Delâge
- Delage (entreprise)
- Delage (sport automobile)
- Histoire de l'automobile
- Chronologie de l'automobile